# Marina Wolnowa
Marina Iwanowna Wolnowa (russisch Марина Ивановна Вольнова; * 26. Juli 1989 in Qasaly, Kasachische SSR) ist eine kasachische Boxerin.
2010 gewann Wolnowa Asienmeisterschaften in Astana. Im selben Jahr erreichte sie das Finale der Weltmeisterschaften in Bridgetown. Bei den Olympischen Spielen 2012 errang Wolnowa Bronzemedaille. Im Halbfinale unterlag sie der US-Amerikanerin Claressa Shields mit 29:15 Punkten.